# Umuduri

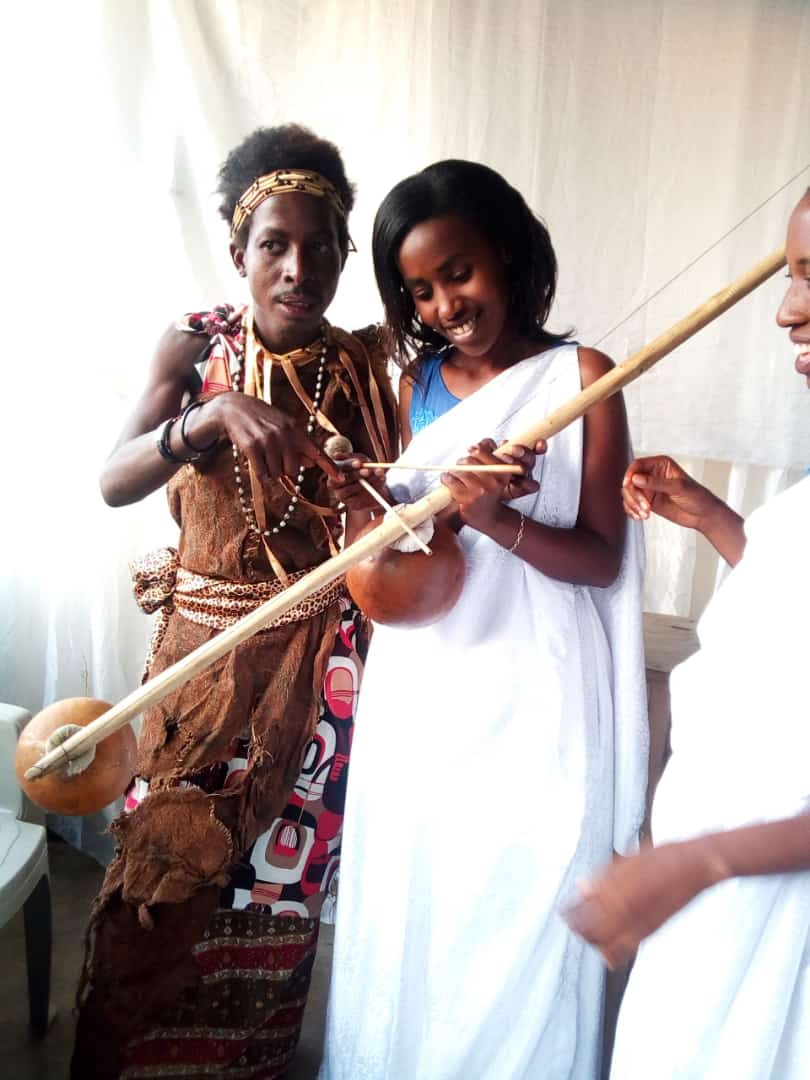
Umuduri in Burundi.

Umuduri, auch umuduli oder umunahi, ist ein großer Musikbogen in Ruanda und Burundi, der zur Begleitung von Liedern, die Geschichten aus dem Alltag erzählen, gespielt wird.

## Beschreibung und Verwendung
Der umuduri besteht aus einem biegsamen Holzstab von etwa 125 bis 135 cm Länge, an den eine Saite aus Metalldraht (früher Darm oder Pflanzenfasern) gespannt ist. Ein ausgehöhlter Kürbis (Kalebasse) dient als Resonanzkörper. Dieser ist mit einer Schlaufe an Saite und Stab befestigt und teilt die Saite in zwei ungleiche Längen. Um die direkte Berührung von Resonator und Bogen zu vermeiden, wird meist ein Stück Stoff oder eine Bananenschale als Abstandshalter genutzt.
Das Instrument wird mit der linken Hand vertikal vor den Körper gehalten, sodass der Kürbis an den Bauch des Spielenden gedrückt wird. In der rechten Hand werden die Gefäßrassel  inzebe und ein Stab gehalten, mit dem der Spielende auf die Saite schlägt. Durch die Teilung der Saite können so zwei verschiedene Töne erzeugt werden, die meist etwa im Quart- oder Quintabstand liegen. Der obere Teil der Saite kann mittels Zeige- oder Mittelfinger wiederum verkürzt werden, was zu einer Sekunde als drittem Intervall führt.
Der umuduri wird größtenteils von den Hutu gespielt und bei vielen Festen und Veranstaltungen verwendet. Dabei wird der umuduri im Normalfall zur Gesangsbegleitung eingesetzt. Andere Begleitinstrumente für den Sologesang sind die Trogzither inanga und die einsaitige Schalenspießlaute iningiti (ähnlich der zeze). Trotz ihrer großen Bedeutung in der Kultur Ruandas wurde der umuduri dort erst im 20. Jahrhundert eingeführt und stammt mutmaßlich aus Tansania.